# Kaszewy-Kolonia
Kaszewy-Kolonia – osada w Polsce położona w województwie łódzkim, w powiecie kutnowskim, w gminie Krzyżanów. Ślady osadnictwa od neolitu do wczesnego średniowiecza. 
W latach 1975–1998 miejscowość administracyjnie należała do województwa płockiego. Pierwsza wzmianka o wsi pochodzi z 1387 r. Nazwa Kaszewy-Kolonia pochodzi od nazwiska Kaszewski. Pod koniec XIX w. wieś należała do powiatu kutnowskiego i do gminy w Krzyżanówku. Dziedzic o nazwisku Kaszewski mieszkał w pałacu w Kaszewach Dwornych. Wieś Kaszewy Kolonia graniczyła z ziemią dziedzica nazywaną Separatką. Później nazwa wsi została zmieniona na Czajki od nazwiska Czajkowski. W tym czasie wieś liczyła 17 domów (domy to był najczęściej drewniany baraki) i 115 mieszkańców. Do chłopów uwłaszczonych należało 29 mórg ziemi (czyli 16,24 ha). W latach 70. i 80. w miejsca budynków folwarkowych na terenie wsi wzniesiono nowe budynki inwentarskie i gospodarcze. W 1995 r. doprowadzona została woda, a dwa lata później, czyli w 1997 r. została założona przez Elektrim sieć telefonizacji. Aktualnie we wsi znajdują się 24 gospodarstwa domowe, w których mieszka około 80 osób.